# 109国道
33°48′47″N 92°19′09″E / 33.81299050000001°N 92.31909329999999°E

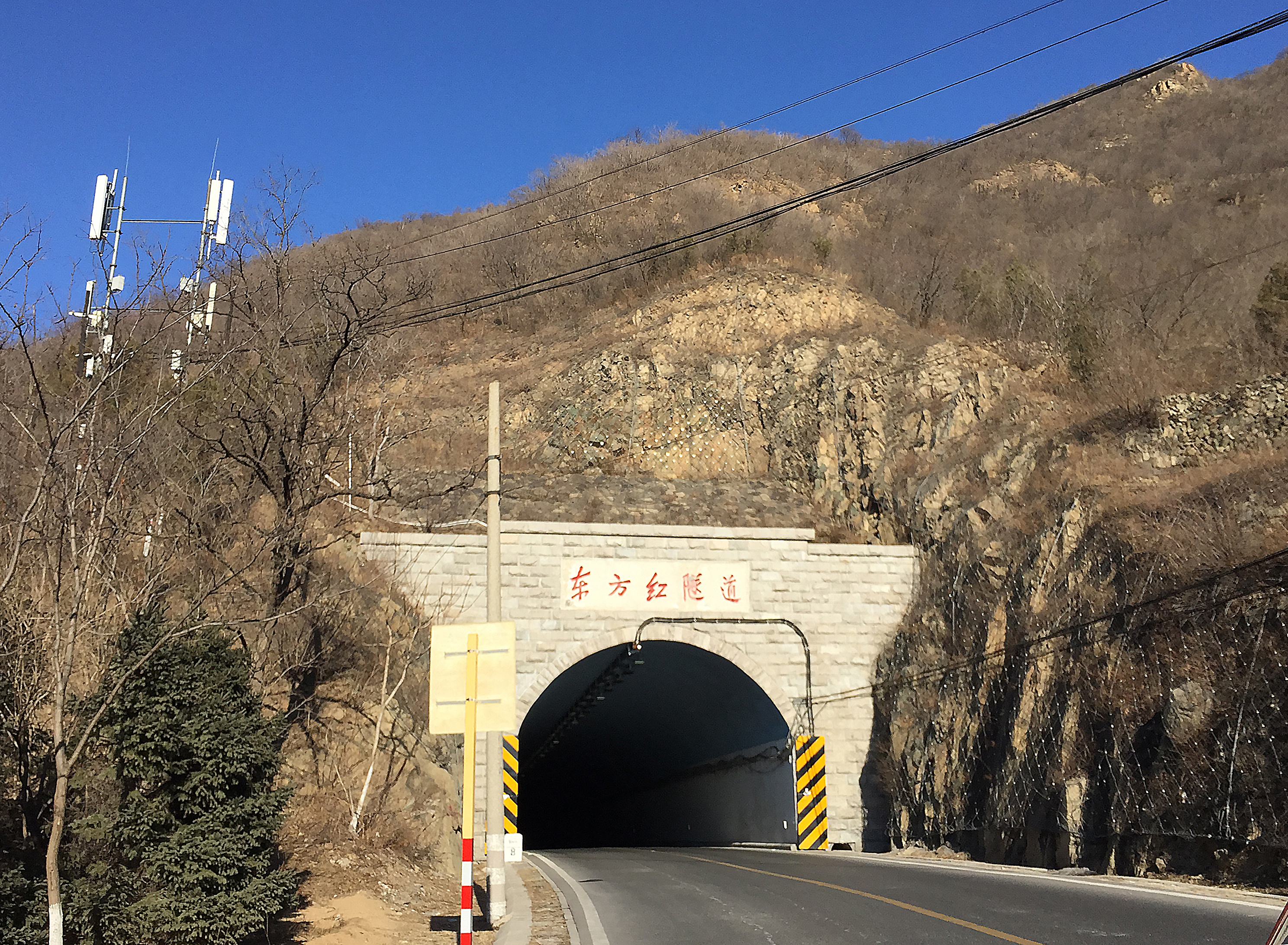
东方红隧道，位于北京门头沟

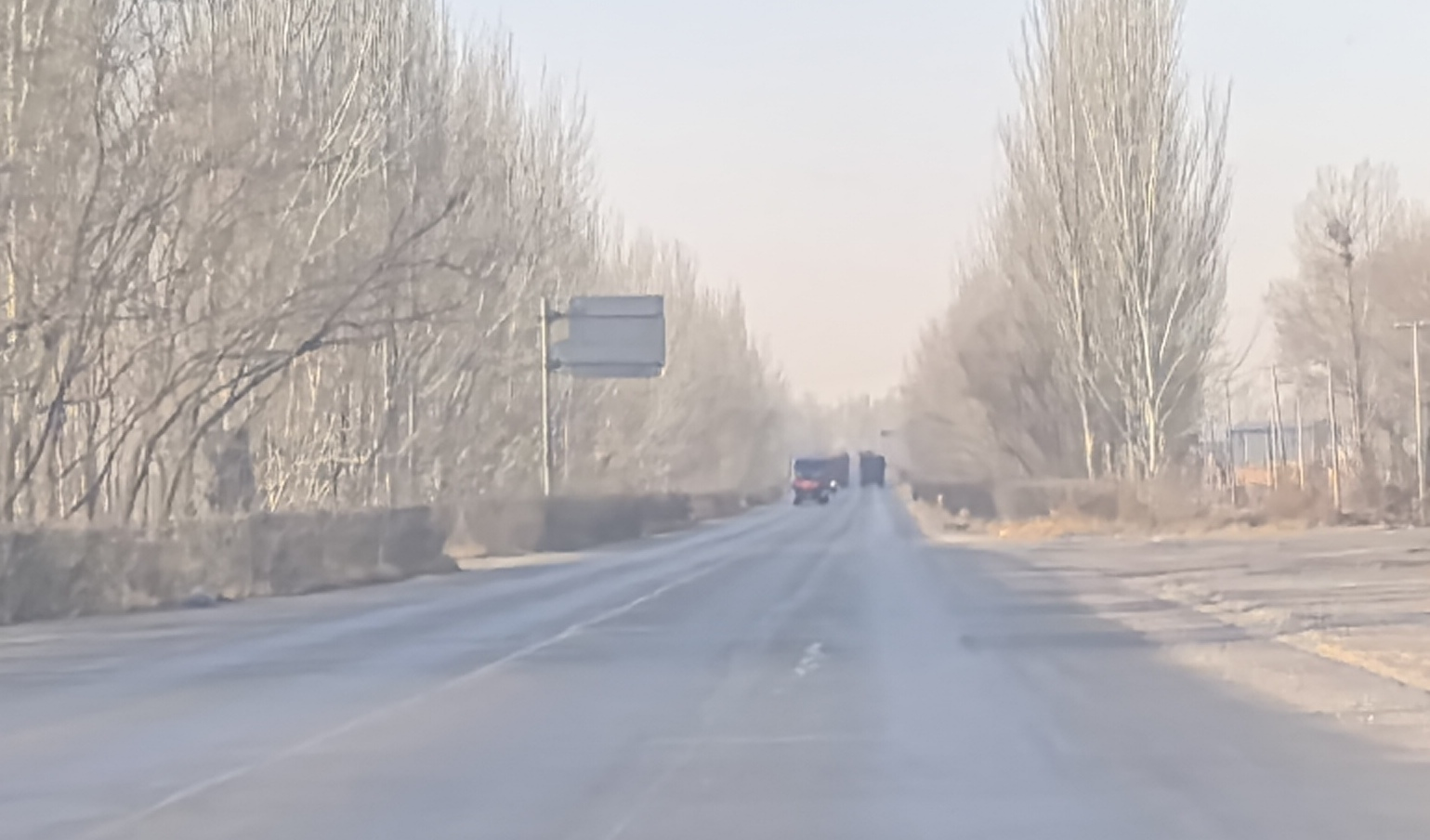
109国道河北段(西合营环岛以西)

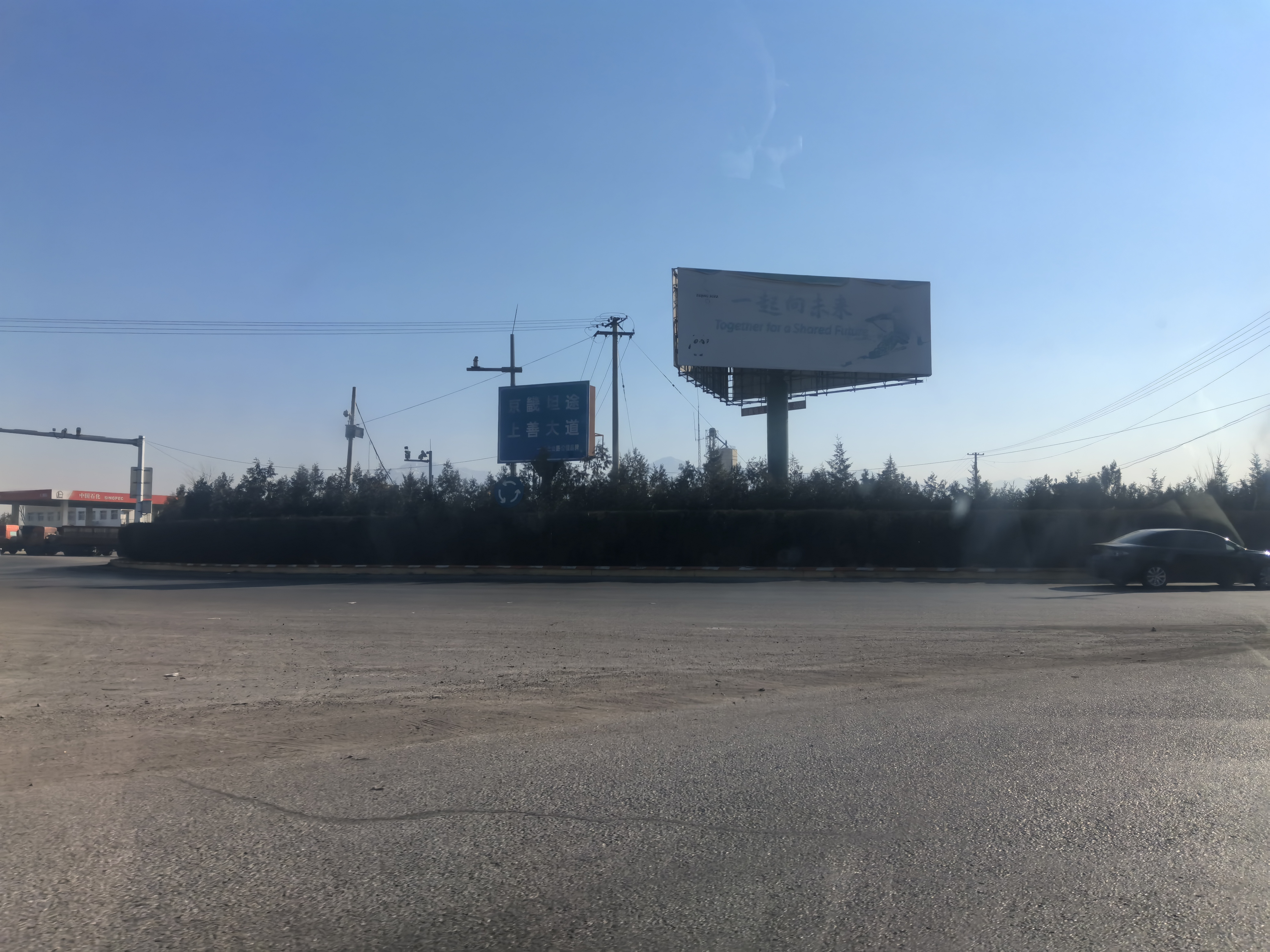
河北张家口蔚县西合营环岛，109国道途径此处

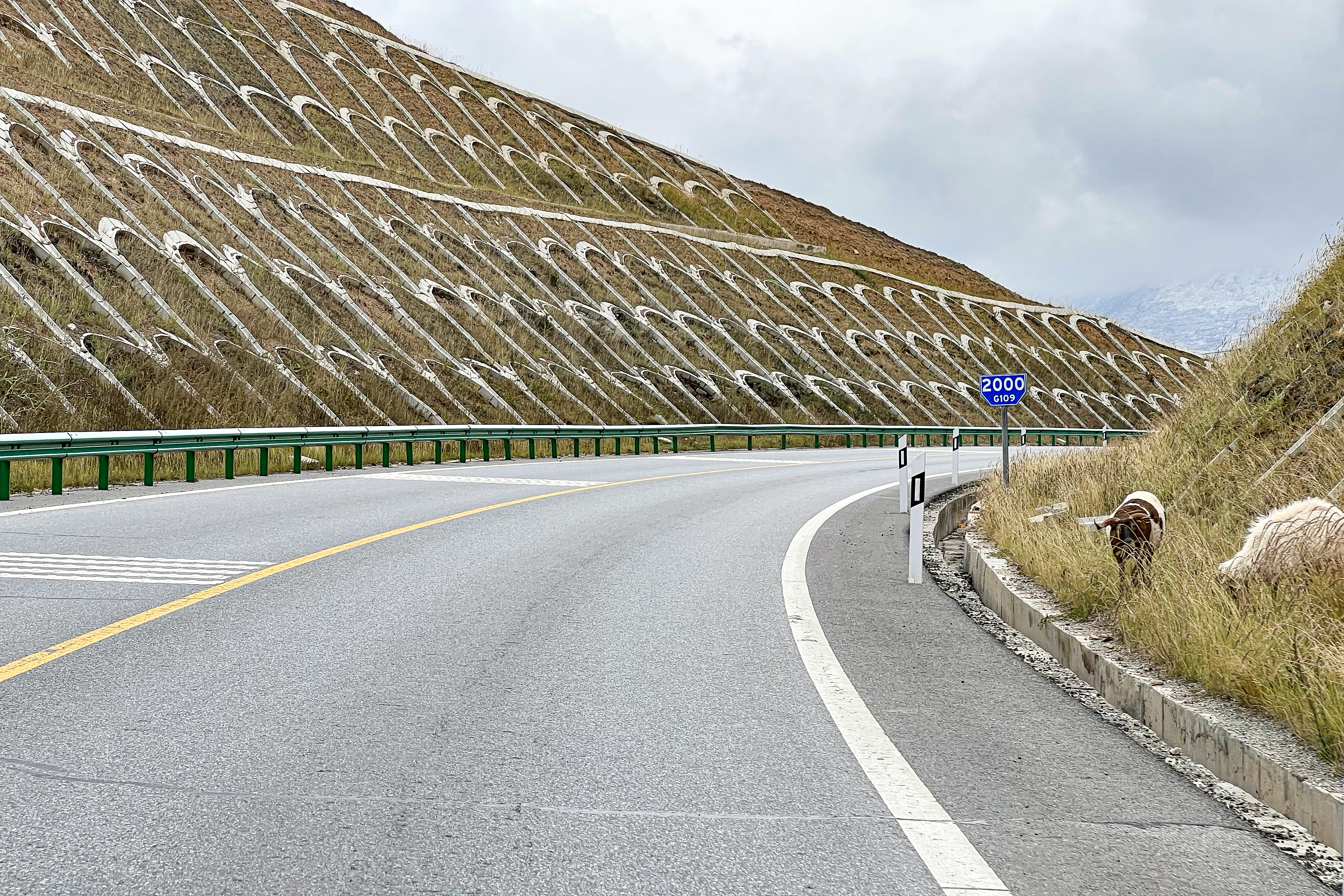
109国道2000公里处（青海省湟源县）

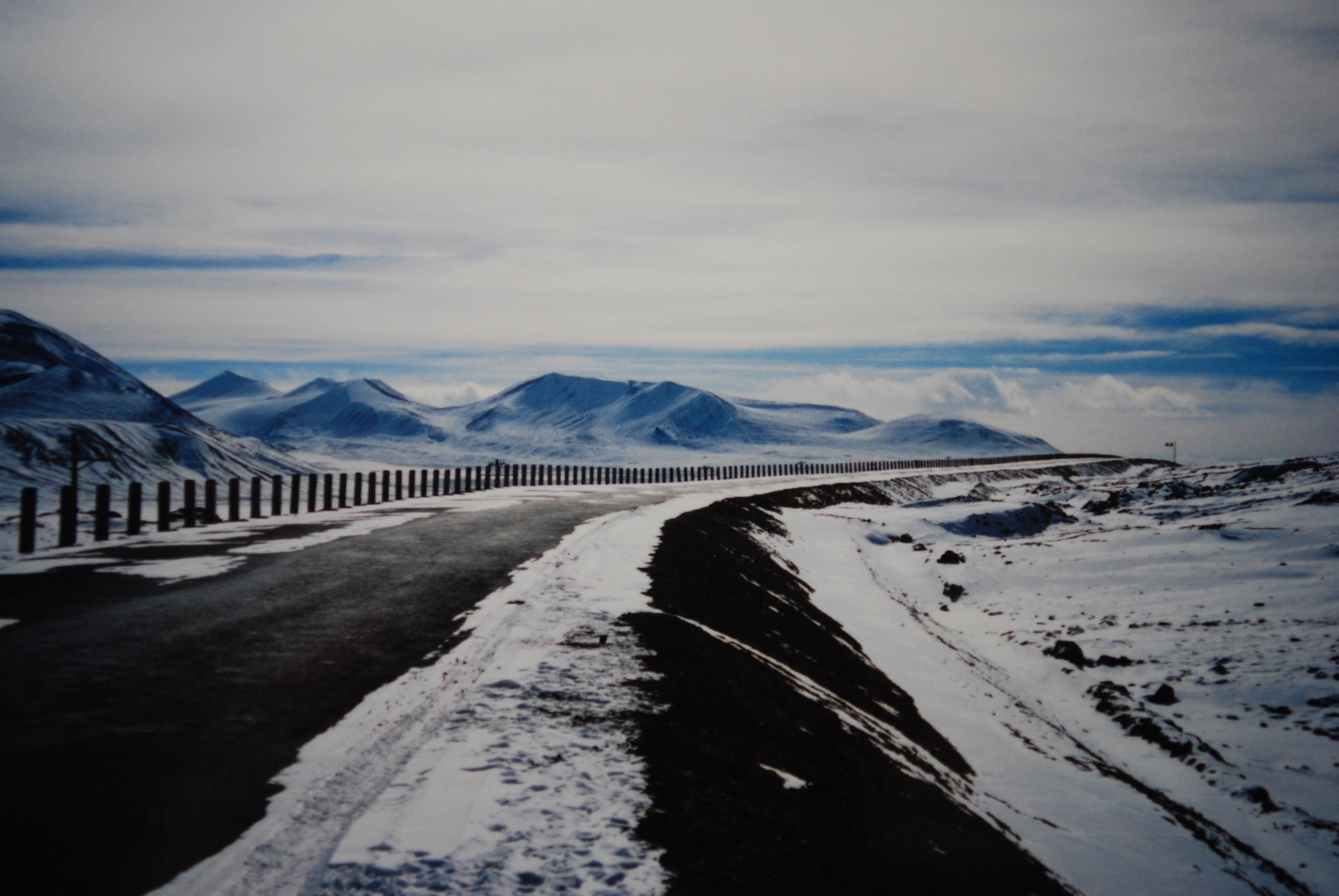
109国道（青藏公路）

109国道（或“国道109线”、“G109线”）是在中国的一条国道，起点为北京市，终点为西藏自治区拉萨市，又稱京拉公路，著名的旅行公路之一，全程3922千米。兰州至拉萨段属于亚洲公路42号线（AH42）。
这条国道经过北京、河北、山西、内蒙古、宁夏、甘肃、青海和西藏8个省级行政区。
这条国道在北京市区的一部分亦被称作阜石路，西六环军庄桥以西正在建设通往张涿高速公路的国道109高速公路，其中北京市内的西六环-灵山互通立交段已于2024年7月1日开通。西宁到拉萨的一部分亦被称作青藏公路。

## 里程
| 省份           | 市区县               | 市区县             | 里程表 |
| -------------- | -------------------- | ------------------ | ---- |
| 北京市         | （起点）             | （起点）           | 0    |
| 北京市         | 门头沟区             |                    |      |
| 河北省         | 张家口市             | 涿鹿县             |      |
| 河北省         | 张家口市             | 阳原县             | 292  |
| 山西省         | 大同市               | （市区）           | 375  |
| 山西省         | 大同市               | 左云县             | 432  |
| 山西省         | 朔州市               | 右玉县             | 456  |
| 内蒙古自治区   | 呼和浩特市           | 清水河县           | 567  |
| 内蒙古自治区   | 鄂尔多斯市           | 准格尔旗           | 622  |
| 内蒙古自治区   | 鄂尔多斯市           | （市区）           | 794  |
| 内蒙古自治区   | 鄂尔多斯市           | 杭锦旗             | 830  |
| 宁夏回族自治区 | 石嘴山市             | 平罗县             | 1187 |
| 宁夏回族自治区 | 银川市               | 贺兰县             | 1235 |
| 宁夏回族自治区 | 银川市               | （市区）           | 1249 |
| 宁夏回族自治区 | 银川市               | 永宁县             | 1269 |
| 宁夏回族自治区 | 吴忠市               | 青铜峡市           | 1303 |
| 宁夏回族自治区 | 中卫市               | 中宁县             | 1382 |
| 甘肃省         | 白银市               | 白银市             | 1663 |
| 甘肃省         | 兰州市               | 皋兰县             | 1706 |
| 甘肃省         | 兰州市               | （市区）           | 1753 |
| 青海省         | 海东市               | 民和回族土族自治县 | 1873 |
| 青海省         | 海东市               | 乐都区             | 1920 |
| 青海省         | 海东市               | 平安区             | 1948 |
| 青海省         | 西宁市               | （市区）           | 1984 |
| 青海省         | 西宁市               | 湟源县             | 2033 |
| 青海省         | 海西蒙古族藏族自治州 | 都兰县             | 2407 |
| 青海省         | 海西蒙古族藏族自治州 | 格尔木市           | 2739 |
| 西藏自治区     | 那曲市               | 安多县             | 3435 |
| 西藏自治区     | 那曲市               | （市区）           | 3575 |
| 西藏自治区     | 拉萨市               | 当雄县             | 3739 |
| 西藏自治区     | 拉萨市               | （终点）           | 3922 |

## 历史
由于109国道路途很长，根据沿途路况和交通情况，可大致划分为：

### 北京区间段
G109和多个公路交汇；在北京城区范围内（例如西二环路、西三环路、西四环路），109国道也被称呼为“阜成路”、“阜石路”、“京兰路”等，而在六环路上则称呼为“京拉路”。
20世纪60年代，为了畅通北京以西山区的运输，缩短北京城乡距离而修建的三家店至灵山公路，为109国道北京段的前身。其中，原属于109国道路段的下安路（X010）还修建了东方红隧道，该隧道于1965年7月1日开工，1966年8月通车，在京藏高速八达岭段通车前，东方红隧道是北京郊区最长的公路隧道。
2020年，国道109新线高速公路（京蔚高速北京段）开始建设。2024年7月开通军庄至灵山段，现在已经建成灵山至G95段。京蔚高速北京段走向与109国道北京段走向基本平行，逐渐取代109国道北京段的通行作用，极大的促进了当地人民的生活。从北京城区西六环方向到蔚县只需约一个小时，到清水则为35分钟。

### 森林区间（河北/山西段与内蒙古段）
由东至西穿越张家口市境南，自京冀界途经涿鹿县孔涧村、鲍家口村、卧佛寺乡、岔道村、大堡镇，进入蔚县，桃花镇是进入蔚县之后的第一个村庄，随后过常宁乡、吉家庄镇、西合营镇、黄梅乡、北水泉镇，进入阳原；阳原县化稍营镇、三马坊乡、东城镇、井儿沟乡、东堡乡、西城镇、要家庄乡、东井集镇，此为河北段当中最后一个镇级行政区。进入山西省。
其中京冀界至鲍家口村段为山区道路，其余多为平原、丘陵区道路，路况较好。
进入山西以后，主要经过大同、左云、右玉等地。根据山西省发改委消息，国道109线大同市新荣区段起点位于北渝涧村东北接国道208线北榆涧互通，向西下穿集大原高铁、上跨G55二广高速公路后，于畅家岭村东北顺接国道109线，路线全长9.5公里，设桥梁1842米/7座。云州区段起点位于北石山村东顺接国道109线，沿京大高速公路南侧向西经茹庄跨越茹庄水库等，于李汪涧村西接入国道208线云州南互通，路线全长约10.4公里，设桥梁762米/2座。
进入内蒙古之后，途经清水河、准格尔旗、鄂尔多斯、杭锦旗等地。其中，国道109清大一级公路是重要一段，东起清水河县城关镇，西行跨越黄河止于鄂尔多斯市大饭铺。此外，还有G109棋盘井至石嘴山一级公路，跨越鄂尔多斯市和乌海市，全长51.3公里，设有公乌素、棋盘井和海南收费站、验票站。

### 荒漠区间（宁夏/甘肃段）
在宁夏回族自治区，途经平罗、贺兰、银川、永宁、青铜峡、中宁等市县，在宁夏境内整体路况较好，多为一级、二级或三级公路与高速路段，道路等级较高，设计时速多为80公里/小时。甘肃段则主要经过白银、皋兰、兰州等地。其中，G109线水泉至范家窑段项目起点位于白银市平川区王家山镇，终点位于白银市靖远县范家窑村，路线全长70.955公里，主线采用双向四车道一级公路技术标准，概算总投资52.79亿元，预计于2027年8月全面建成通车。

### 高原区间（青海至西藏段）
青藏公路作为中央援藏工程，由慕生忠的带领的军方人员进行建设，途经民和、乐都、平安、西宁、湟源、都兰、格尔木等地。西宁到格尔木路段长794公里，是青藏线的重要组成部分，此段路况较好，是多数人进藏的首选路线之一。于1954年竣工，建成之初为路况最平稳的进藏路线之一。现为109国道的一部分。